# Serge Gousseault
Serge André Edmond Gousseault (Indre-et-Loire, 12 de maio de 1947 - Maciço do Monte Branco, 21 de fevereiro de 1971) foi um alpinista e guia de alta montanha francês. Morreu de cansaço e frio na diretíssima da Ponta Walker das Grandes Jorasses.
Serge Gousseault obteve o diploma de guia de alta montanha e do seu jovem palmarès já constavam a Ponta Walker pela via Cassin nas Grandes Jorasses, o  Piier Gervasutti, em solitário, e várias corrida de montanha nos Pirenéus, as calanques de Marselha e nas gorges du Verdon.

## Via Gousseault

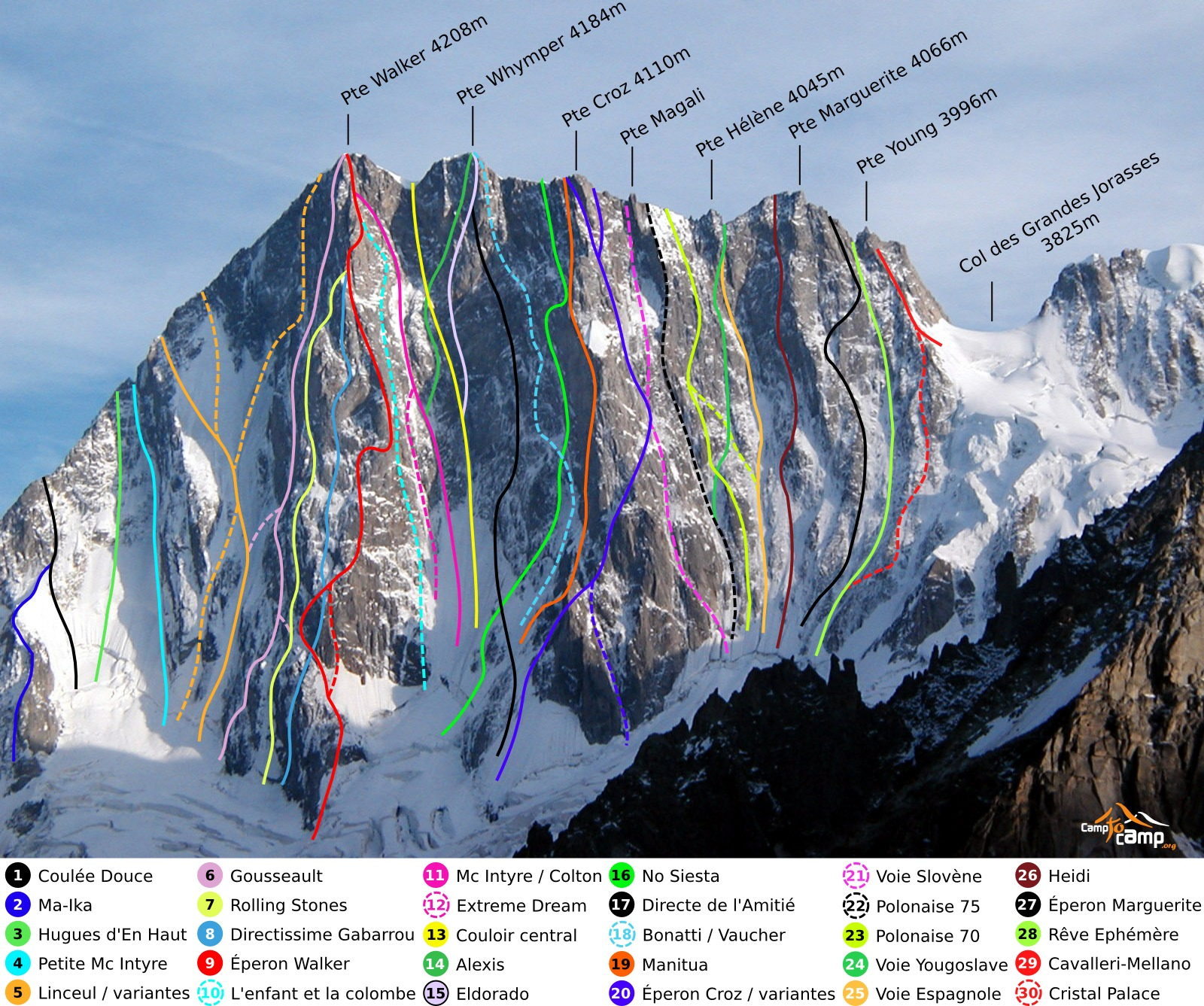
Via Gousseault n. 6

A 10 de Fevereiro de 1971, René Desmaison faz-se acompanhar por Serge Gousseault na diretíssima da Ponta Walker das Grandes Jorasses que se mostra muito difícil devido às cordas que se estragam contra a rocha, às condições de chuva e frio, e Serge sofreu de congelamento nas mãos, enquanto faltam pitãos, os alimentos acabam e a ligação rádio não funciona. Serge Gousseault acaba por morrer de frio mas René Desmaison não se decide a abandoná-lo a 90 m do cume, e completamente exausto é socorrido in extremis a 25 de fevereiro, quando finalmente um helicóptero consegue pousar a 4133 m, perto do cume que fica a 4208 m ,depois de ter passado duas semanas junto ao seu companheiro. Este episódio é contado no livro que René Desmaison escreveu; 342 heures dans les Grandes Jorasses
René Desmaison, profundamente atacado tanto fisicamente como psicologicamente e para se refazer dessa situação, faz a primeira integral em solitário da Agulha Preta de Peuterey no verão de 1972 e decidiu "em honra do seu jovem companheiro" de fazer com o guia italiano Giorgio Bertone e do chamoniard Michel Claret a via direta da Ponta Walker que havia previsto fazer com ele, e à qual dá o nome de Via Gousseault.